# CardDAV
CardDAV (extensions vCard a WebDAV) és un estàndard de la xarxa internet que permet els usuaris d'accedir a informació de contactes en un servidor remot. El protocol CardDAV va ser desenvolupat per l'IEFT i va ser publicat com a recomanació RFC 6352 l'agost del 2011.

## Especificacions
- CrdDAV està basat en WebDAV, el qual es fonamenta en HTTP, i empra vCard com a dades de contacte.

## Programaris que empren CardDAV

### Client
- Apple Contacts, Apple iOS, Atmail, Blackberry devices, DAVdroid, KDE Software Compilation 4.5, Kerio Connect, Outlook CalDav Synchronizer, Sailfish OS, Thunderbird.

### Servidor
- Apple Contacts Server., Atmail, CommuniGate Pro, DAViCal, fruux, GMail i Google Contacts, Group-Office, Horde Groupware, Meishi, Nextcloud, ownCloud, SabreDAV, SOGo, Zimbra 6, SYNOLOGY DSM, Xandikos.